# Paseo Montejo

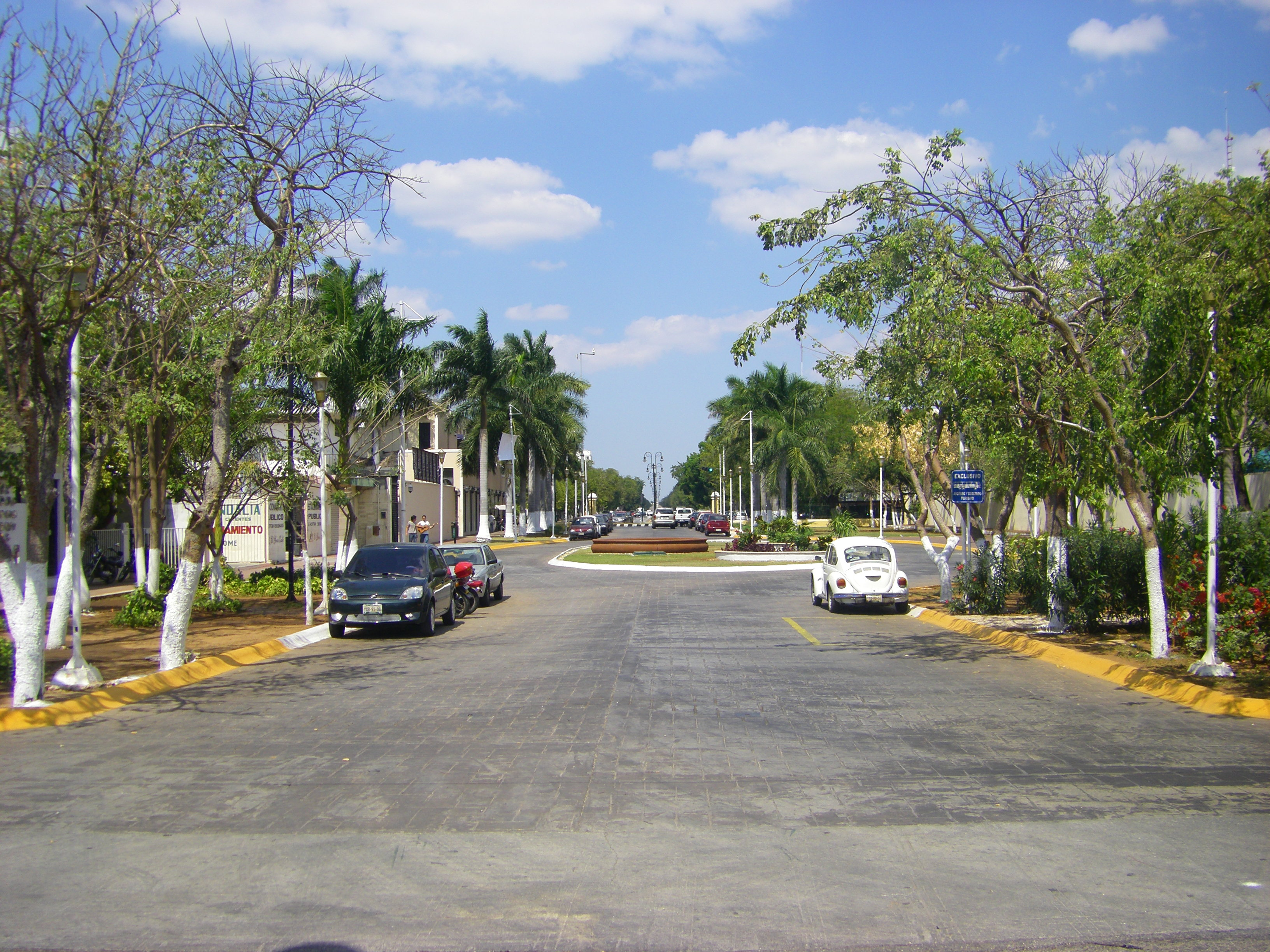
Das südliche Ende des Paseo Montejo.

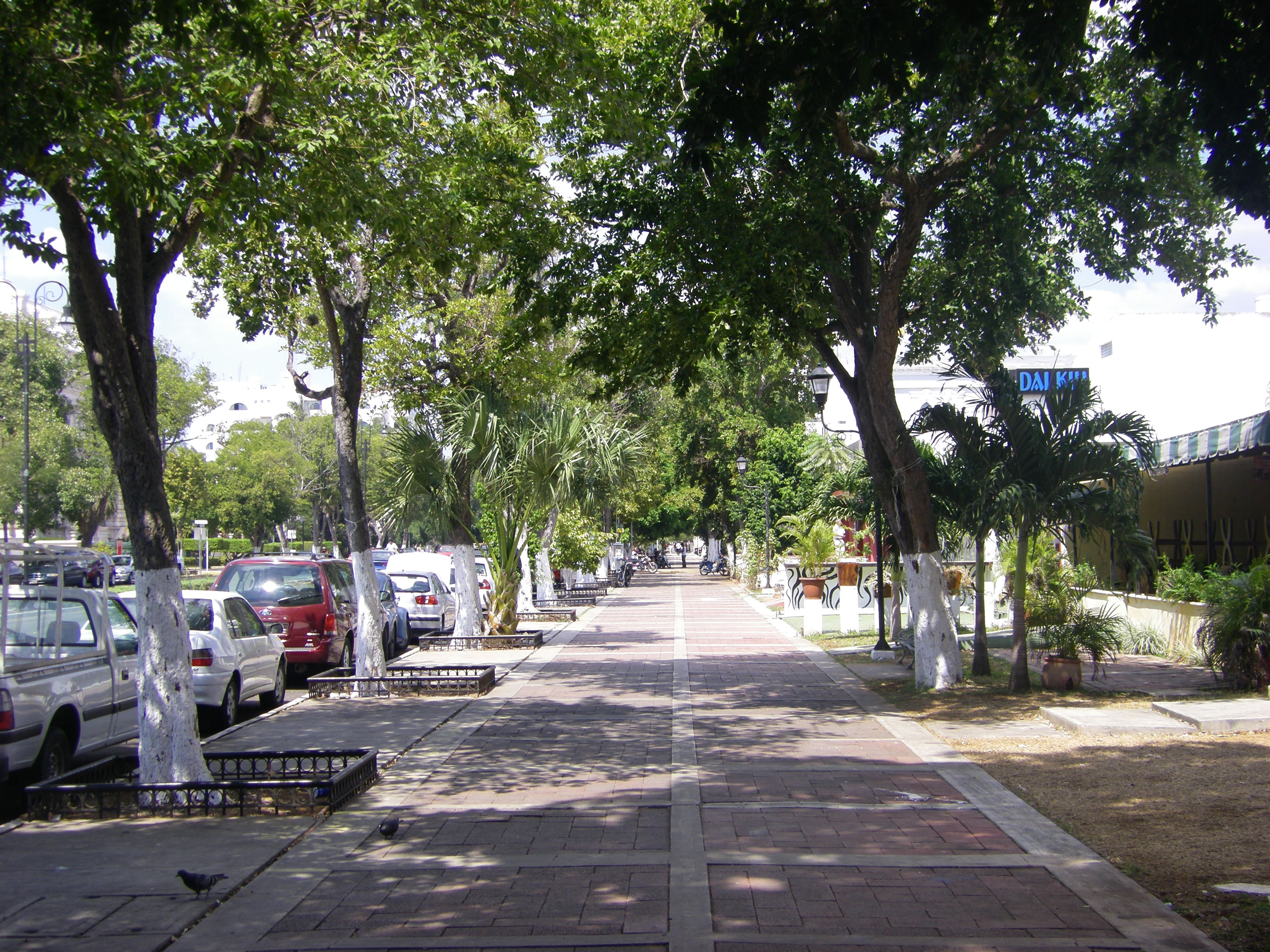
Baumreihen beiderseits des Weges laden zu einem angenehmen Spaziergang ein.

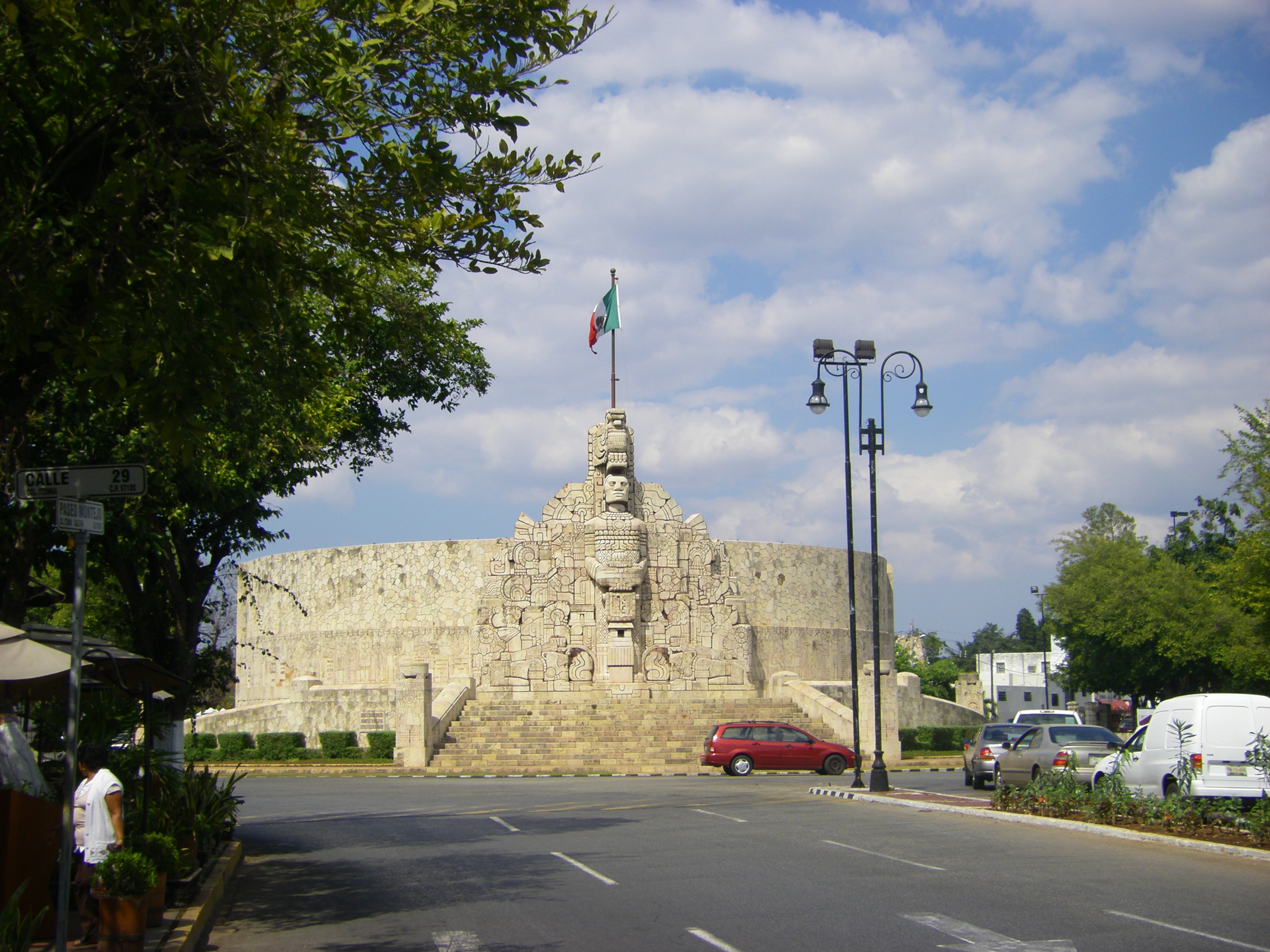
Monument für das Vaterland

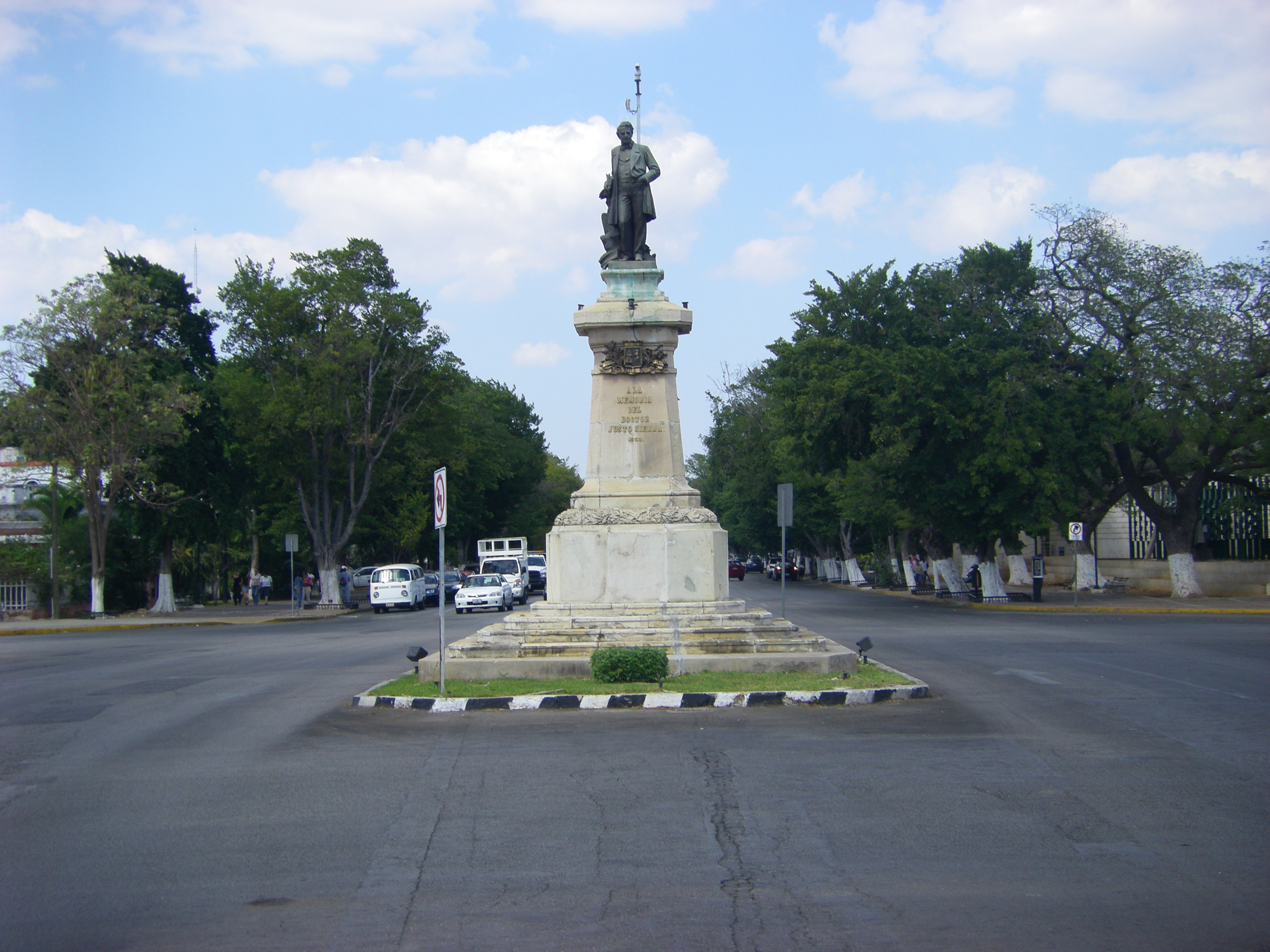
Das älteste Denkmal der Straße ist
Dr. Justo Sierra gewidmet.

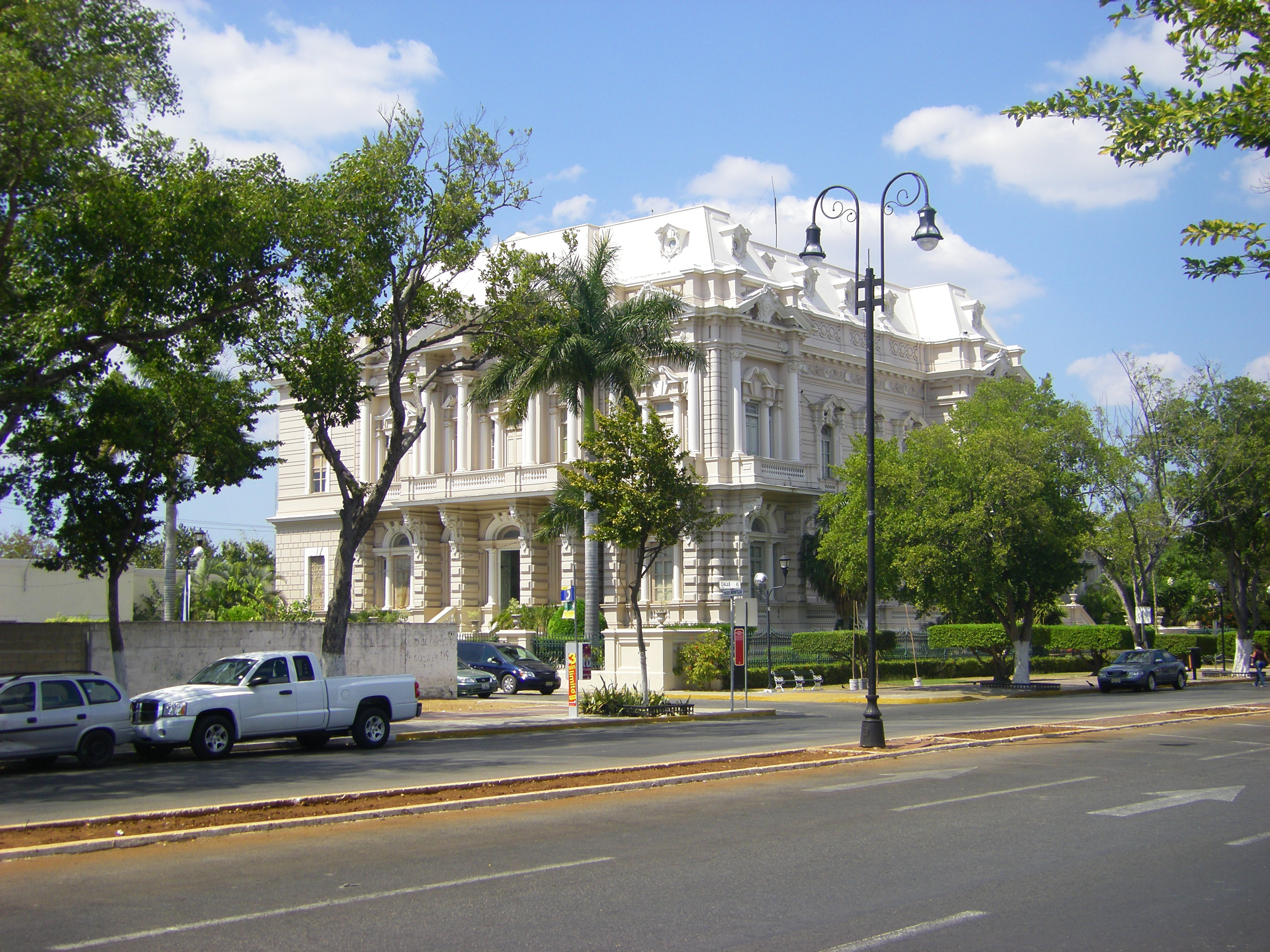
Der an der Ecke zur calle 43 gelegene Palacio Canton beherbergt heute das Anthropologische Museum von Mérida.

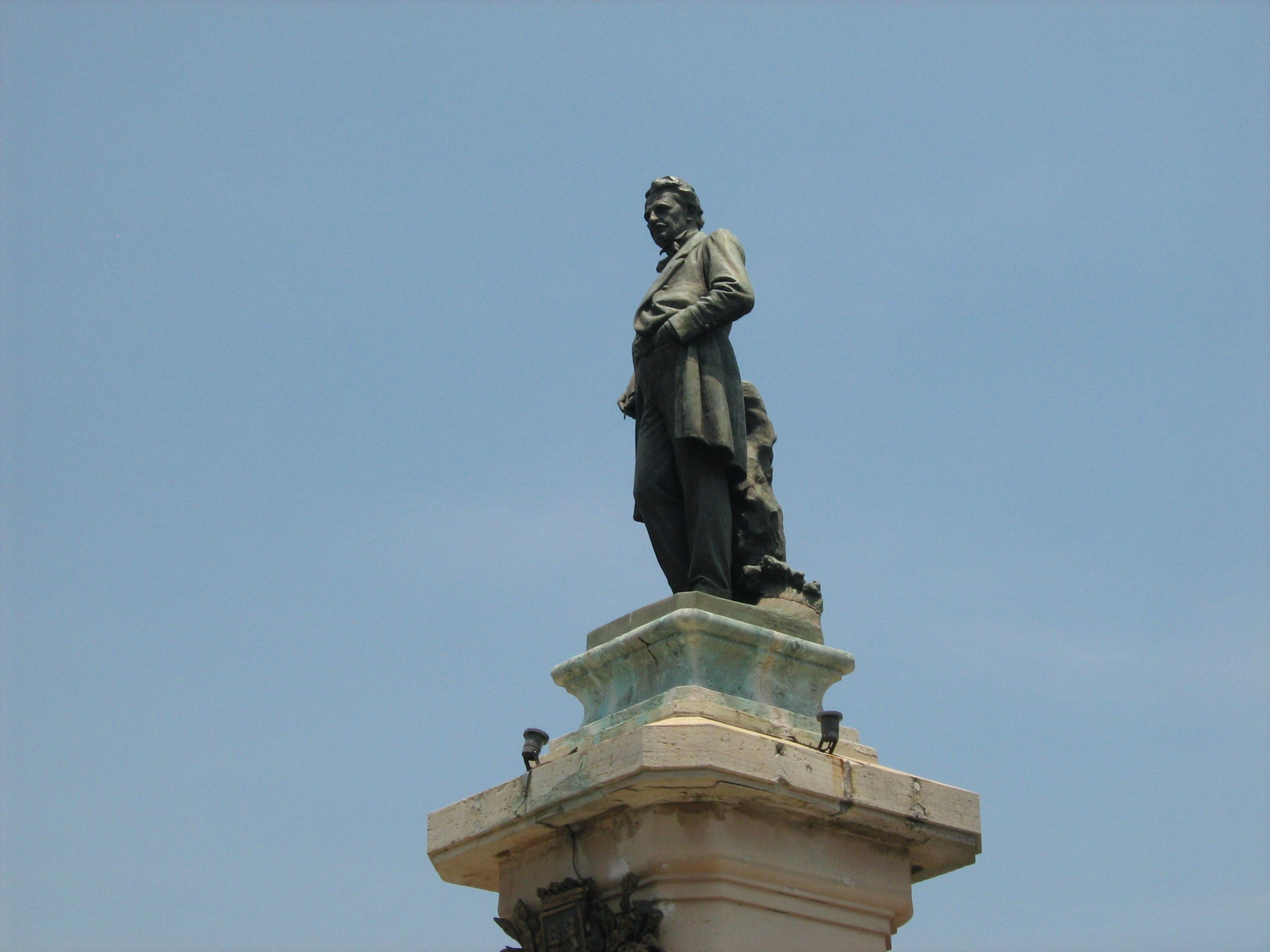
Nahaufnahme des Denkmals für
Dr. Justo Sierra O’Reilly.

Der Paseo Montejo ist eine Straße in Mérida, der Hauptstadt des mexikanischen Bundesstaates Yucatán. Er verläuft parallel zu den Straßen Nummer 56 und 58 und trägt daher auch die Bezeichnung calle 56A. Der Paseo Montejo sollte gemäß dem Wunsch der Stadtplaner an den Paseo de la Reforma in Mexiko-Stadt bzw. die Avenue des Champs-Élysées in Paris erinnern und ist ein von Baumbestand und großzügigen Villen geprägter Prachtboulevard.
Die Straße verfügt in beide Richtungen über drei Spuren, wobei die mittlere und die linke Spur Fahrbahnen sind und die rechte Spur zum Parken dient. In der Straßenmitte befindet sich ein schmaler Mittelstreifen mit Rasenfläche. Beiderseits der Straße befinden sich großzügig angelegte Fußgängerwege mit Baumreihen beiderseits des Weges.

## Der Straßenverlauf
Der Paseo Montejo verläuft von Norden nach Süden. Er beginnt unmittelbar südlich des Monumentes für das Vaterland an der Kreuzung zur Avenida Campo Deportivo und endet zwischen calle 47 und calle 49. Nördlich des Monumentes für das Vaterland bildet die weit weniger prächtige Prolongación Montejo die Fortsetzung des Paseo Montejo.

## Geschichte
Der erste Teilabschnitt des zu Ehren des Stadtgründers Francisco de Montejo y León (1502–1565) benannten Boulevards wurde 1904 eingeweiht. 1906 wurde zu Ehren des yukatekischen Schriftstellers Justo Sierra O’Reilly (1814–1861) das erste Denkmal aufgestellt, das seinerzeit noch das nördliche Ende der Straße markierte.
Der Ausbau der Straße auf ihre heutige Länge erfolgte 1926, als sie in nördlicher Richtung um 371 Meter erweitert wurde. Die Erweiterung erfolgte bis zu jenem Rondell, das seither als Anfang des Paseo Montejo gilt und in dessen Mitte 1956 das von dem kolumbianischen Bildhauer Rómulo Rozo gestaltete Monument für das Vaterland aufgestellt wurde.
Von dort aus erfolgte der weitere Ausbau der Straße in nördlicher Richtung im Jahr 1979 als Prolongación Montejo. Seit einer weiteren Verlängerung dieser Straße, die 1993 vorgenommen wurde, misst die gesamte Strecke des Paseo Montejo und „seiner“ Prolongación insgesamt 5.438 Meter.